# Leilão (canção de Gloria Groove)
"Leilão" (estilizada em letras maiúsculas) é uma canção do cantor e drag queen brasileiro Gloria Groove, gravada para seu segundo álbum de estúdio Lady Leste. A canção foi lançada para download digital e streaming através da SB Music como terceiro single de Lady Leste em 25 de novembro de 2021. Um remix de piseiro foi lançado em 16 de dezembro de 2021.

## Lançamento e promoção
A cantora Gloria Groove surpreendeu os fãs na noite de 22 de novembro ao publicar em suas redes sociais um vídeo misterioso sobre reconhecimento narrado por Claudia Raia. O áudio foi retirado dos elogios feitos pela atriz à drag queen, após sua apresentação na quarta temporada do Show dos Famosos, do Domingão com Huck. Gloria ainda escreveu a definição do dicionário da palavra “merecimento” e finalizou com uma mensagem enigmática, que deixou os fãs curiosos: "vai começar o #Leilão".

## Apresentações ao vivo
Groove cantou "Leilão" pela primeira vez em 13 de fevereiro de 2022 no Domingão com Huck. Em 25 de fevereiro, Groove performou a canção no Encontro com Fátima Bernardes. Em 4 de março, Groove performou a canção na vigésima segunda temporada do Big Brother Brasil. Em 11 de abril, Groove performou a canção no TVZ. Em 29 de maio, Groove performou a canção no Programa Eliana. Em 16 de julho, Groove performou a canção no Caldeirão com Mion. Em 18 de outubro, Groove performou a canção no Prêmio Multishow de Música Brasileira 2022.

## Faixas e formatos
| Download digital / streaming |          |         |  |
| N.º                          | Título   | Duração |  |
| 1.                           | "Leilão" | 3:07    |  |

| Download digital / streaming (Remix de piseiro) |                          |         |  |
| N.º                                             | Título                   | Duração |  |
| 1.                                              | "Leilão" (Piseiro Remix) | 2:40    |  |

## Certificações e vendas
| Região                                                        | Certificação | Vendas   |
| ------------------------------------------------------------- | ------------ | -------- |
| Brasil (Pro-Música Brasil)                                    | Diamante     | 300,000‡ |
| ‡vendas+valores de streaming baseados somente na certificação |              |          |

## Prêmios e indicações
| Ano  | Prêmio                | Categoria        | Resultado | Ref.   |
| ---- | --------------------- | ---------------- | --------- | ------ |
| 2022 | MTV Millennial Awards | Coreô Envolvente | Pendente  | [ 14 ] |

## Histórico de lançamento
| Região | Data                   | Formato(s)                 | Versão           | Gravadora(s) | Ref.   |
| ------ | ---------------------- | -------------------------- | ---------------- | ------------ | ------ |
| Várias | 25 de novembro de 2021 | Download digital streaming | Original         | SB Music     | [ 11 ] |
| Várias | 16 de dezembro de 2021 | Download digital streaming | Remix de piseiro | SB Music     | [ 12 ] |